# Schnega
Schnega är en kommun och ort i Landkreis Lüchow-Dannenberg i förbundslandet Niedersachsen i Tyskland. De tidigare kommunerna Billerbeck, Gielau, Gledeberg, Göhr, Harpe, Leisten, Lütenthien, Proitze, Schäpingen, Solkau, Thune, Warpke och Winterweyhe uppgick i Schnega den 1 juli 1972.
Kommunen ingår i kommunalförbundet Samtgemeinde Lüchow (Wendland) tillsammans med ytterligare 11 kommuner.